# Drahomíra Cabalková
Drahomíra Cabalková (* 5. července 1936) byla česká a československá politička Komunistické strany Československa a poslankyně Sněmovny lidu Federálního shromáždění za normalizace.

## Biografie
K roku 1971 se profesně uvádí jako dělnice. Ve volbách roku 1971 byla zvolena do Sněmovny lidu Federálního shromáždění (volební obvod č. 61 – Jablonec nad Nisou, Severočeský kraj). Mandát obhájila ve volbách roku 1976 a volbách roku 1981. Ve FS setrvala do konce funkčního období, tedy do voleb roku 1986.
V roce 2010 se připomíná jako funkcionářka levicových organizací žen v Jablonci nad Nisou. Aktivní je v KSČM.